# トモーロス

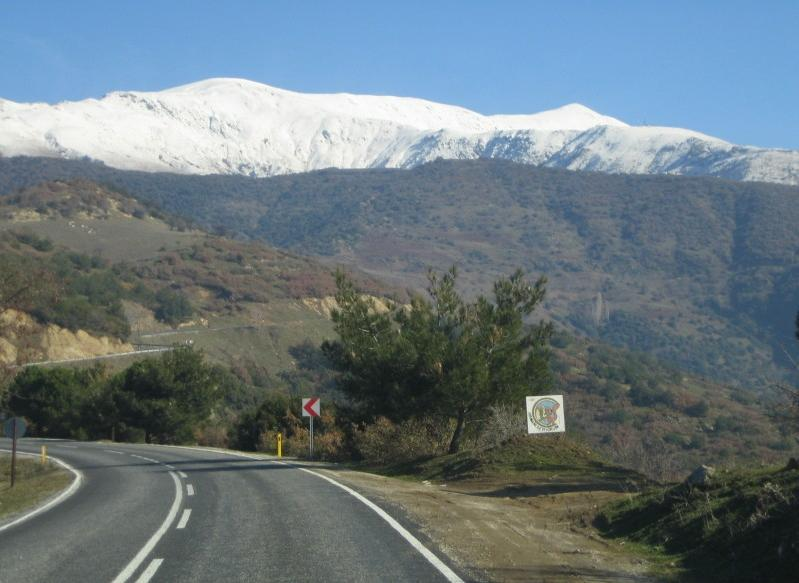
トモーロス山。現在のトルコ西部、イズミル県のボズダ山。

トモーロス（古希: Τμῶλος, Tmōlos, ラテン語: Tmolus）は、ギリシア神話に登場する山の神、あるいは人間である。長母音を省略してトモロスとも表記される。主に、
- タンタロスの父
- オムパレーの夫

の2人が知られている。以下に説明する。

## タンタロスの父
このトモーロスは、リューディア地方のトモーロス山の神で、プルートーとの間にタンタロスをもうけたといわれる。ただし、普通はタンタロスはゼウスとプルートーの子とされる。
オウィディウスの『変身物語』によると、トモーロスはアポローンとパーンが音楽の腕を競ったときに判定役となり、アポローンに勝利の裁定を下した。しかしその場に居合わせたミダース王だけはこの裁定に反論したため、アポローンはミダース王の耳をロバの耳に変えた。ヒュギーヌスによると、この争いはアポローンとマルシュアースとの間で起こったもので、トモーロスは判定者の役目をミダース王にも与えたとしており、両者はそれぞれ異なる判定を下したという。

## オムパレーの夫
このトモーロスは、リューディア王で、オムパレーの夫である。死後オムパレーに王権を残して死んだ。